# Parancistrocerus chiricahuae
Parancistrocerus chiricahuae är en stekelart som först beskrevs av Richard Mitchell Bohart 1949.  Parancistrocerus chiricahuae ingår i släktet Parancistrocerus och familjen Eumenidae. Inga underarter finns listade i Catalogue of Life.